# Національний інститут астрофізики, оптики та електроніки
Національний інститут астрофізики, оптики та електроніки (Instituto Nacional de Astrofísica, Óptica y Electrónica, INAOE) - державний дослідницький центр у Мексиці. Інститут також є центром вищої освіти з сертифікованими магістерськими та докторськими програмами з астрофізики, оптики, електроніки, інформатики, космічної науки та технологій, а також біомедичної науки та технологій.